# Tasemnice kočičí
Tasemnice kočičí (Hydatigera taeniaeformis, Batsch 1786) je tasemnice z čeledi Taeniidae parazitující v tenkém střevě kočkovitých šelem. Mezihostitelem jsou hlodavci a zajícovci, u kterých vytváří larvocysty v játrech. Hlavním definitivním hostitelem jsou kočky domácí a případně volně žijící kočkovité šelmy. Výjimečně se mohou nakazit i psi nebo lišky. Dospělé tasemnice mohou u koček dorůstat délky 70 cm, infekce je však většinou bez příznaků. Vývojový cyklus je podobný dalším zástupcům rodu Taenia či Echinococcus. Larvální forma v mezihostiteli se nazývá strobilocerkus.